# Charles Napier Hemy

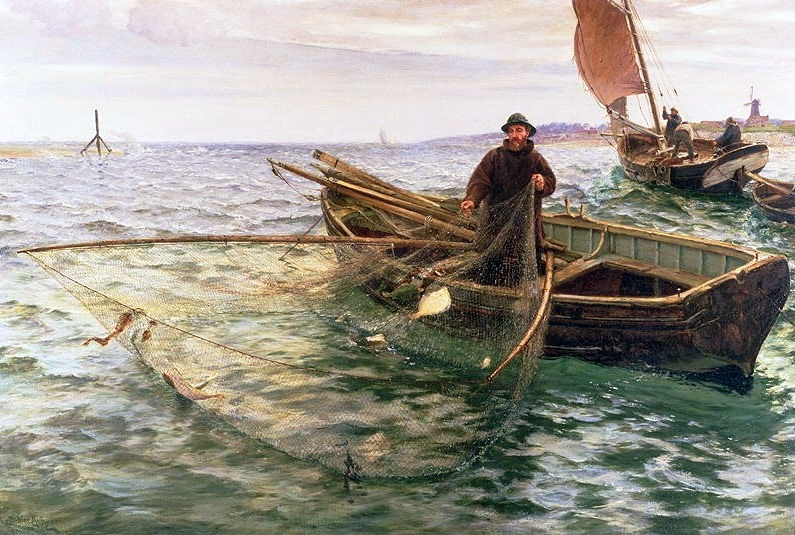
Il pescatore (The Fisherman) del 1888

Charles Napier Hemy (Newcastle upon Tyne, 24 maggio 1841 – Falmouth, 30 settembre 1917) è stato un pittore inglese, esponente della Scuola di Newlyn.

## Biografia
Charles Napier Hemy nacque a Newcastle upon Tyne da una famiglia di musicisti
Frequentò la Government School of Design di Newcastle e lo studio di Jan August Hendrik Leys ad Anversa. Tornò a Londra negli anni settanta del XIX secolo. Nel 1881 si trasferì a Falmouth. Dipinse diversi soggetti e paesaggi, ma rimane noto soprattutto per le sue marine.
Fu eletto socio della Royal Academy nel 1898 e accademico nel 1910. Nel 1890 fu socio della Royal Watercolour Society di cui fu membro nel 1897.
Due suoi dipinti: Pilchards del 1897 e London River del 1904 fanno parte delle collezioni della Tate.
Anche i due suoi fratelli, Thomas e Bernard Hemy, furono artisti.

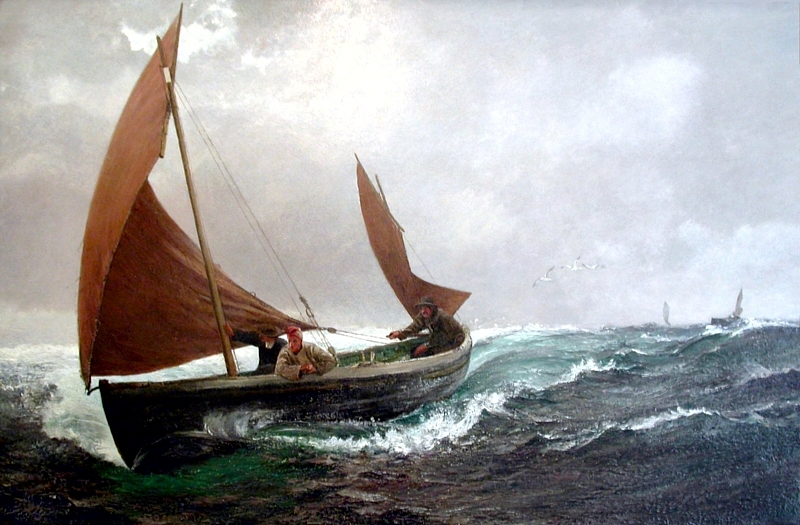
Correndo a casa (Running For Home)